# 분라쿠 (영화)
분라쿠(Bunraku)는 미국에서 제작된 가이 모셰 감독의 2010년 액션, 드라마, 판타지 영화이다. 우디 해럴슨 등이 주연으로 출연하였고 램 버그만 등이 제작에 참여하였다.

## 출연

### 주연
- 우디 해럴슨
- 데미 무어

### 조연
- 론 펄먼
- 조쉬 하트넷
- 케빈 맥키드
- 조디 몰라
- 라넬 스토밸
- 마크 이바니어
- 각트
- 페르난도 치엔
- 사물리 바우라모
- 마리아-안토아네타 터도
- 에밀 호스티나
- 스가타 슌
- 졸탄 버턱
- 맥심 에스터킨
- 닐 드몬트
- 아론 토니
- 크리스 브루스터
- 이이주카 요시오
- 가브리엘 스파히우
- 테이어 해리스
- 이리나 솔레스쿠
- 코피 이아돔
- 아린 팬크
- 가비 버라쿠
- 보그단 보다

## 제작진
- 공동제작: 알렉스 맥도웰
- 공동제작: 데인 앨런 스미스
- 라인프로듀서: 릭 네이단슨
- 미술: 크리스 파머
- 세트: 말콤 스톤
- 의상: 도나 자코브스카
- 배역: 돔니카 서시우마루
- 배역: 유미 타카다
- 배역: 마리 베뉴